# Rhododendron lanigerum
Rhododendron lanigerum är en ljungväxtart som beskrevs av Tagg. Rhododendron lanigerum ingår i släktet rododendron, och familjen ljungväxter. Inga underarter finns listade i Catalogue of Life.